# Puppebu
Puppebu è il secondo più grande insediamento dell’isola norvegese di Jan Mayen (dopo Olonkinbyen).  Il borgo è costeggiato dalla Baia di Walrus. Vi risiedono, nei vari periodi, differenti équipe di scienziati e ricercatori, composte da un massimo di 3 persone ciascuna. Nonostante l’esigua popolazione, Puppebu è collegato a Olonkinbyen tramite una piccola strada non asfaltata, chiamata Jan Mayenveien, che si snoda verso il nord dell'isola. Ogni mese una nave porta rifornimenti all’insediamento, ma durante la stagione invernale ciò risulta impossibile, poiché nell'acqua della baia si formano grossi blocchi di ghiaccio.
Il fuso orario del villaggio è UTC-1, due ore indietro rispetto a quello del resto della Norvegia.